# Lazarus You Heung-sik
Lazarus You Heung-sik (ili Lazzaro; korejski:유흥식; Nonsan, 17. studenoga 1951.) južnokorejski je prelat Katoličke Crkve koji služi kao prefekt Dikasterija za kler od 2021. godine. On je prvi Korejac na čelu odjela Rimske kurije. Prethodno je služio kao biskup Daejeona od 2005. do 2021., nakon dvije godine kao biskup koadjutor pod biskupom Josephom Kyeong Kap-ryongom. Papa Franjo ga je proglasio kardinalom 2022. godine.
Papa Franjo je 29. svibnja 2022. objavio da će ga uzvisiti u rang kardinala. Dana 27. kolovoza papa Franjo ga je učinio kardinalom đakonom dodijelivši mu crkvu Gesù Buon Pastore alla Montagnola.